# NGC 2410
NGC 2410 je galaksija u zviježđu Blizancima.

## Vanjske poveznice
- SEDS: NGC 2410